# Nicolas de Bauffremont
Pour les articles homonymes, voir Maison de Bauffremont.
Nicolas de Bauffremont est un grand-prévôt de France. Né en 1520, il est mort le 10 février 1582 en son château de Sennecey.

## Biographie
Fils de Pierre de Bauffremont et de Charlotte d'Amboise, Nicolas de Bauffremont était baron de Sennecey.
Guerrier intrépide, savant estimé, il fut nommé grand prévôt de France par le roi Charles IX en 1572.
Attaché au parti catholique, il combattit avec courage à la Jarnac et à celle de Moncontour (1569). Il ternit toutefois sa gloire pendant la nuit de la Saint-Barthélémy en dirigeant une bande d'assassins qui tua La Place, président de la cour des Aides (1572). Il entra ensuite dans la Ligue, dont il fut un des plus fougueux adhérents. Lors des premiers États de Blois (1576), il harangua Henri III au nom de la noblesse.

## Postérité
De Denise Patarin, son épouse, il eut sept enfants dont deux fils : Claude qui lui succéda en tant que baron de Sennecey et Georges qui, en apanage, eut la seigneurie de Cruzille en Mâconnais.

## Dédicataire
- Le parfait courtisan du comte Baltasar Castillonois / es deux langues respondans par deux colomnes, l'une à l'autre... de la traduction de Gabriel Chapuis... Éditeur : N. Bonfons Paris, 1585; 658 p. in-8° Lire en ligne. Par Nicolas Bonfons, demeurant rue neuue nostre Dame à l'Enseigne S. Nicolas

## Sources
- DUBOIS (Alexandre) : Monographie de la seigneurie de Cruzille-en-Mâconnais, Émile Bertrand imprimeur-éditeur, Chalon-sur-Saône, 1904.
- NIÉPCE Léopold : Histoire de Sennecey et de ses seigneurs, Imprimerie de J. Dejussieu, Chalon-sur-Saône, 1866.
- NIÉPCE Léopold : " Nicolas, Claude et Georges de Bauffremont, barons de Sennecey. Épisodes de la Ligue en Bourgogne et dans le Lyonnais.
- Mémoires de la Société Littéraire, Historique et Archéologique de Lyon'. Lyon, Auguste Brun, 1877, p. 1-226.